# SZTE TTIK Gazdaság- és Társadalomföldrajz Tanszék
A Gazdaság- és Társadalomföldrajz Tanszék a Szegedi Tudományegyetem Földrajzi és Földtudományi Intézet Természettudományi és Informatikai Karának része. Feladata az egyetemen oktatott geográfus hallgatók társadalmi- és gazdasági földrajzi folyamatokkal kapcsolatos képzése, benne turizmus-, valamint a település és területfejlesztés elméletének és gyakorlati eljárásainak, valamint a szükséges informatikai- és empirikus eszközeinek egyetemi szintű oktatása.

„... a józan emberi elmét semmi sem élesíti annyira, mint a földrajz.”

– E. Kant

## Története
1921-ben került Szegedre a Kolozsvári Egyetem, lezárva ezzel a több mint százéves szegedi „egyetem-akarási” törekvéseket. Ekkor még a Bölcsésztudományi Karhoz tartozott a földrajz, két intézete, a Földrajzi illetve az Ásványtani Intézet. A Földrajz Tanszék vezetője az a Márki Sándor lett. Az 1925-26-os tanévben került a Földrajzi Intézet az Ady téri épületbe, amely ma is otthonául szolgál. Ezt az időszakot Kogutowitz Károly neve fémjelzi, aki 1923-ban lett tanszékvezető. 1923-ban jelent meg Zsebatlasza, nevéhez fűződik Magyarország néprajzi térképének elkészítése (1927) is. Szeged földrajzi viszonyai című, és Szeged városépítészetéről szóló munkáit 1933-34-ben adták ki.
1940-ben visszatért az egyetem Kolozsvárra, így az 1940-41 tanévtől új egyetem jött létre Szegeden. 1945-ben kerül Szegedre Prinz Gyula, aki elsősorban természetföldrajzosként ismert, de írt társadalomföldrajzi munkákat is, így például akadémiai doktori disszertációját, A városmorfológiai felvétel alapvetése (1954) címmel.
1964-ben jött létre a Gazdasági Földrajzi Tanszék Krajkó Gyula vezetésével. A körzetkutatás, közlekedésföldrajz illetve a mezőgazdasági termőtájak kérdései álltak a vizsgálódások középpontjában. Krajkó Gyula "A gazdasági körzetesítés elvi alapjai" címmel írt jegyzetet, illetve a világ számos pontján előadást tartott a témában. Az elvi tudás gyakorlati alkalmazásaként az 1970-es években a Dél-Alföld mikro- és mezokörzeteinek kutatása folyt, illetve elkészült a régió megyéinek gazdaságföldrajzi leírása. Kiterjedt külkapcsolatai voltak; elsősorban a környező országokkal, de a Európa számos országában jártak tanulmányúton, konferencián a szegedi geográfusok.
1994-ben Dr. Mészáros Rezső vette át a tanszék irányítását. Őt 1995-ben az Egyetem rektorává is választották, amely tisztséget a 2000-ben létrejött egységes Szegedi Tudományegyetemen is elnyerte. 1993-tól indult a geográfus képzés többek között településkutató (később terület- és településfejlesztő) specializációval. 2001 őszétől az turizmus szakirány is beindult a képzésen belül.
2000-től Dr. Becsei József a tanszékvezető. Ugyanezen évtől a Gazdasági Földrajzi Tanszék neve Gazdaság- és Társadalomföldrajz Tanszékre változik. 2002 márciusában a több évtizedes munka elismeréseképp a Földművelésügyi és Vidékfejlesztési miniszter a "Pro Regio" díjat adományozta a tanszéknek. 2003-2007 között ismét Mészáros Rezső professzor a tanszék vezetője.
2007-től Dr. Kovács Zoltán vette át a Tanszék vezetését. Hallgatóink rendszeresen sikeresen szerepelnek az Országos Tudományos Diákköri Konferenciákon. A tanszék részt vállal a környezettan, a közgazdász, a politológus és a kommunikáció szakos képzésben is. Jelenleg 9 fő- és 2 mellékállású oktató, 1 nem oktató munkatárs, illetve 5 PhD ösztöndíjas hallgató alkotja a tanszéki kollektívát.

## Képzések
A tanszéken a bolognai folyamathoz illeszkedő osztott képzésben a földrajz BSc és geográfus MSc szakos hallgatók, valamint a földrajztanár képzésben részvevők tanulnak. A tanszéken a gyakorlatorientált oktatás során elsajátítják a társadalmi-gazdasági és települési környezet megértéséhez szükséges elméleti és módszertani alapokat, ismereteket szereznek a környezet működéséről, a természeti és társadalmi-gazdasági környezetről. A képzés során nagy hangsúlyt kapnak a szakmai gyakorlatok, terepgyakorlatok, labor- és informatikai gyakorlatok és a hallgatók számtalan projektben vehetnek részt.

#### Szakirányok
- Terület- és településfejlesztő szakirány
- Turizmusfejlesztő

## Kutatási területek
A Szegedi Tudományegyetem Gazdaság- és Társadalomföldrajz Tanszéke az egyetem egyik regionális és társadalomföldrajzi profilú egysége, így kutatásaik igen sokfélék. Kiemelt szerepet kapott a szűkebb régió a Dél-Alföld és Csongrád megye kutatása, ezt a területfejlesztési koncepciók mellett számos publikáció, monográfia valamint a megyék gazdaságát, társadalmát bemutató kötetek jelzik. Ugyancsak régóta folynak vidékföldrajzi kutatások is a tanszéken, melyek részben az agrárgazdaság átalakulását, részben pedig a falusi térkapcsolatokat vizsgálják. A térkapcsolatok esetében kitüntetett szerep jutott a megyehatár menti térségek mellett a nagyváros közeli tereknek is. Szintén tradicionális kutatási témát jelentenek a klasszikus közlekedésföldrajzi vizsgálatok. Emellett az alföldi városok vizsgálata, kiegészítve a tanyarendszer társadalmi jellemzőinek kutatásával szintén a tanszéki kutatások részét képezi.
Az utóbbi évtizedben a tradicionális témák továbbélése mellett számos új kutatási irány is megjelent. Legfontosabb közülük az urbanizáció és a szuburbanizáció vizsgálata, mely keretében többek közt a vidéki városaink körül kirajzolódó folyamatok komplex elemzése került a kutatásaink középpontjába. Az etnikai földrajzi vizsgálatok (elsősorban a roma kisebbségre vonatkozóan), az egészségföldrajzi kutatások, a számítástechnika fejlődése által generált „kibertér” vizsgálata, valamint a földrajz egyes aktuális elméleti kérdéseinek, megközelítéseinek gyakorlati alkalmazhatósága (pl. gravitációs és potenciálmodellek, behaviourista geográfia, kritikai földrajz), a turizmusföldrajzhoz kapcsolódó vizsgálatok szintén a kutatási irányok részét képezik.

#### Projektek
DIVERCITIES – Governing Urban Diversity: Creating Social Cohesion, Social Mobility and Economic Performance in Today's Hyper-diversified Cities https://web.archive.org/web/20160207091228/http://www.urbandivercities.eu/
ITN RegPol² – Socio-economic and Political Responses to Regional Polarisation in Central and Eastern Europe http://www.regpol2.eu/

#### Korábbi projektek
HURO GEO PHD – Cross Border Doctoral Programs Consortium http://www.u-szeged.hu/fejlesztesiprojektek/about-huro-1001-184-231/%5B%5D
RE-TURN – Regions benefitting from returning migrants https://web.archive.org/web/20160109221654/http://re-migrants.eu/
COOLING CUBES http://www.cooling-cubes.org/ Archiválva 2016. január 10-i dátummal a Wayback Machine-ben